# 肋斑魮
肋斑魮（学名：Barbus pleurogramma）為輻鰭魚綱鯉形目鯉科魮屬的其中一個種。該物種於1902年由乔治·亚伯特·布兰洁描述，分布於非洲衣索比亞塔那湖，體長可達4公分。

## 扩展阅读
維基物種上的相關：肋斑魮